# Vidalia kijanga
Vidalia kijanga es una especie de insecto del género Vidalia de la familia Tephritidae del orden Diptera.

## Historia
Chua y Ooi la describieron científicamente por primera vez en el año 1997.